# Tauryna
Tauryna, kwas 2-aminoetanosulfonowy – organiczny związek chemiczny z grupy aminokwasów biogennych. W przeciwieństwie do aminokwasów białkowych nie ma kwasowej grupy karboksylowej, lecz grupę sulfonową. Tauryna jest β-aminokwasem (grupa aminowa i sulfonowa są rozdzielone 2 atomami węgla). Nie zawiera atomów asymetrycznych, nie wykazuje więc aktywności optycznej.
Związek ten jest produktem końcowym degradacji aminokwasu siarkowego, cysteiny. Może być wbudowywana do peptydów, lecz nie stwierdzono występowania aminoacylo-tRNA specyficznego dla tauryny.

## Działanie
Funkcją biochemiczną tauryny jest m.in. sprzęganie kwasów żółciowych przed wydaleniem ich z wątroby. Tworzą się sole kwasów żółciowych – kwas taurocholowy i taurochenodeoksycholowy. Zwiększa to rozpuszczalność kwasów żółciowych, a co za tym idzie poprawia ich zdolności emulgujące tłuszcze w świetle przewodu pokarmowego.  Tauryna pomaga transportować kreatynę do mięśni, co powoduje jej efektywniejsze wykorzystanie, a także przyśpiesza regenerację mięśni po wysiłku.
Tauryna działa jak transmiter metaboliczny i wzmacniający siłę skurczu serca.
Tauryna wpływa na ośrodkowy układ nerwowy. Przypisuje się jej funkcje neuroprzekaźnika. Jest m.in. agonistą receptorów GABA(A). Tauryna miałaby poprawiać funkcje poznawcze i pomagać w nauce poprzez zwiększenie metabolizmu komórek glejowych i, pośrednio, wszystkich neuronów.
Odkryto, że wyjątkowo wysokie stężenie tauryny występuje w rozwijającym się mózgu i drastycznie spada zaraz po zakończeniu procesu rozwoju.
Tauryna syntetyczna jest składnikiem napojów energetyzujących, mleka modyfikowanego w proszku dla dzieci, karmy dla kotów oraz odżywek dla sportowców (zawierających również kofeinę, glukuronolakton i inne substancje).
Organizm ludzki wytwarza niewielkie ilości tauryny w wątrobie, mózgu, jelitach i mięśniach szkieletowych. Jej naturalnym źródłem są produkty pochodzenia zwierzęcego, szczególnie ostrygi, mięso indyka, wątroba drobiowa i łosoś atlantycki. W roślinach z reguły nie występuje lub jest obecna w małych ilościach, do wyjątków należą ziarna soczewicy i grochu, zwłaszcza po kiełkowaniu. Podczas gotowania lub duszenia praktycznie cała tauryna ulega rozkładowi, natomiast w przypadku zastosowania technik kucharskich, podczas których produkt nie jest otoczony wodą (pieczenie, smażenie), cześć tauryny zostaje zachowana. Niemowlęta karmione piersią otrzymują niezbędną dawkę tauryny w mleku matki. Jest też niezbędnym składnikiem w diecie kotów – jest dla nich aminokwasem egzogennym.

## Synteza
Syntetyczną taurynę otrzymuje się przez amonolizę kwasu izetionowego (kwasu 2-hydroksyetanosulfonowego, HOCH
2CH
2SO
2OH), który z kolei otrzymuje się z reakcji tlenku etylenu z wodnym roztworem wodorosiarczynu sodu. Możliwa jest też synteza z wykorzystaniem etanoloaminy.
W 1993 r. wyprodukowano około 5000–6000 ton tauryny w celach komercyjnych, 50% na karmę dla zwierząt domowych i 50% na farmaceutyki. W 2010 r. w samych Chinach było ponad 40 producentów tauryny wytwarzających ok. 3000 t tauryny, w większości metodą etanoloaminową.
W laboratorium tauryna może być wytwarzana przez alkilowanie amoniaku za pomocą bromoetanosulfonianu sodu (BrCH
2CH
2SO
2ONa).